# Dancing in My Head
«Dancing in My Head» —en español: «Bailando en mi cabeza»— es una canción coproducida por el cantante y compositor estadounidense, Eric Turner y el disc jockey y productor sueco, Avicii. Fue lanzado como sencillo el 14 de agosto de 2012. Está incluido en el álbum de Turner, Eric Turner: The Life. Llegó a ocupar el número 7 del Hot Dance Club Songs de la Billboard. El video musical de la canción fue dirigido por Chris Marrs Piliero.

## Lista de canciones
| Descarga digital |                                      |          |  |
| N.º              | Título                               | Duración |  |
| 1.               | «Dancing In My Head» (Tom Hangs Mix) | 3:16     |  |

| Descarga digital (EP Remixes) |                                                          |          |  |
| N.º                           | Título                                                   | Duración |  |
| 1.                            | «Dancing in My Head» (Avicii's Been Cursed Mix)          | 5:32     |  |
| 2.                            | «Still Dancing in My Head» (Charlie Bernardo Remix)      | 4:16     |  |
| 3.                            | «Still Dancing in My Head» (Charlie Bernardo Radio Edit) | 3:21     |  |
| 4.                            | «Dancing in My Head» (Michael Woods Club Mix)            | 6:16     |  |
| 5.                            | «Dancing in My Head» (Michael Woods Radio Mix)           | 4:00     |  |
| 6.                            | «Dancing in My Head» (Versión original)                  | 3:51     |  |

| Pista adicional |                                     |              |          |  |
| N.º             | Título                              | Escritor(es) | Duración |  |
| 7.              | «Dancing in My Head» (Instrumental) |              | 3:50     |  |

## Posicionamiento en listas
| Lista (2012)                              | Mejor posición |
| ----------------------------------------- | -------------- |
| Estados Unidos (Hot Dance Club Songs)     | 7              |
| Reino Unido (The Official Charts Company) | 188            |